# Władysław Haller de Hallenburg
Władysław Haller de Hallenburg herbu własnego (ur. 1834 w Krakowie, zm. 17 lutego 1897 w Polance Hallera) – ziemianin, prezes Wydziału Powiatowego w Wadowicach, poseł do austriackiej Rady Państwa.

## Życiorys
Studiował prawo na uniwersytecie w Wiedniu oraz w latach 1852–1854 w Krakowie.
Ziemianin, po zdobyciu wykształcenia osiadł w rodzinnym majątku Polance Hallera. Prócz Polanki posiadał także Głuchowiec w powiecie wadowickim. Był także współwłaścicielem Hotelu Saskiego w Krakowie oraz kuratorem fundacji hallerowskiej i administratorem majątku Dwory z nią związanym (obecnie część Oświęcimia). Członek Galicyjskiego Towarzystwa Kredytowego Ziemskiego oraz Rady Nadzorczej Towarzystwa Wzajemnych Ubezpieczeń w Krakowie. Członek Rady Powiatu (1877–1896) i prezes Wydziału Powiatowego (1884–1896) w Wadowicach.
Poseł do austriackiej Rady Państwa V kadencji (13 września 1877 – 22 maja 1879) i VI kadencji (7 października 1879 – 13 sierpnia 1882). Wybierany w kurii I (wielkiej własności) z okręgu wyborczego nr 2 (Wadowice – Biała – Żywiec – Myślenice). Po raz pierwszy wybrany w wyborach uzupełniających po rezygnacji z mandatu swojego brata Cezarego Emila. W VI kadencji zrezygnował przed jej upływem z mandatu – w jego miejsce wybrano 5 grudnia 1882 Stanisława Kluckiego. W parlamencie należał do Koła Polskiego w Wiedniu.
Pochowany w rodzinnej kaplicy grobowej na cmentarzu parafialnym w Krzęcinie.

## Rodzina
Urodził się w rodzinie ziemiańskiej, w 1795 uszlachconej przez cesarza Franciszka II. Był synem prezesa Senatu Rzeczypospolitej Krakowskiej Józefa Hallera (1783–1850) i Elżbiety z Gorczyńskich (1800–1856). Miał braci: Cezara Emila (1822–1915), Edmunda Wiktora (1826–1853), Henryka (1831–1888) i siostrę Marię (1836–1856). Ożenił się w 1870 z Lucyną z Urbańskich (1845–1926), siostrą Mieczysława Telesfora Urbańskiego (1852–1944). Mieli trzech synów w tym Stanisława (1872–1940, generał) i Mieczysława (1877-1917, oficer) oraz dwie córki, Elżbietę (ur. 1880, żona Juliana Zakrzeńskiego 1874–1939) i Marię (żona Antoniego Günthera).